# Телемедицина
Телемедици́на (від грец. tele — дистанція, лат. meder — лікування) — напрямок медицини, а саме комплекс дій, технологій та заходів, що застосовуються при наданні медичної допомоги, з використанням засобів дистанційного зв'язку у вигляді обміну електронними повідомленнями (у випадках, коли відстань є критичним чинником).
Мета телемедицини — поліпшення здоров'я населення шляхом забезпечення рівного доступу до медичних послуг належної якості. Предмет телемедицини — обмін за допомогою телекомунікацій і комп'ютерних технологій всіма видами медичної інформації між віддаленими пунктами. При цьому даний процес обміну характеризується видом переданої інформації й способом її передачі.
Функції телемедицини — клінічні, організаційно-адміністративні, превентивні, навчальні, наукові. Основними завданнями телемедицини є забезпечення надання медичної допомоги пацієнту, коли відстань є критичним чинником її надання та сприяння підвищенню якості допомоги та оптимізації процесів організації та управління охороною здоров'я. Основним способом телемедицини є телемедична консультація лікарем пацієнта.
В Україні телемедицина вперше була застосована у 1935 році в м. Львів, коли професор Мар'ян Франке та професор Вітольд Липинський організували постійне використання телеелектрокардіографії (теле-ЕКГ). «Протягом 2 останнього років у відділенні інфекційних захворювань Державного загального шпиталю у Львові систематично проводилися телеелектрокардіографічні обстеження. Хворі перебували у відділенні, а результати обстежень серця передавалися на 500 метрів в Інститут патології. Обстеження ці виконувалися разом із професором Франке».

## Завдання
Сучасна телемедицина включає до себе різноманітні технології, засоби та інструменти, які спрямовані на вирішення різних клініко-організаційних завдань. 
Галузевим нормативним документом з застосування телемедицини в Україні є Наказ МОЗ № 681 та методичні рекомендації.
В Україні у 2007 році створено Державний клінічний науково-практичний центр телемедицини МОЗ України (ДЗ МЦТМ МОЗ УКРАЇНИ) — єдиний спеціалізований заклад охорони здоров'я, створений для впровадження та розвитку телемедицини в Україні. Постановою Кабінету Міністрів України від 01.10.2008 року № 878 його віднесено до Переліку закладів охорони здоров'я, що забезпечують виконання загальнодержавних функцій. Згідно Статуту, Державний центр телемедицини забезпечує надання висококваліфікованої комплексної консультативної медичної допомоги населенню із застосуванням телемедичних технологій. 
- Із 2009 року Державним центром телемедицини реалізується проект створення телемедичної мережі України, завдяки якій започатковано телемедичне консультування та обмін досвідом лікарів на [8]

- З 2013 року підтримку телемедицини провадить Українська асоціація розвитку інформаційних технологій в медицині (УАРІТМ) [9], яка представляє Україну у ISfTeH[10] у якості національно члена цієї міжнародної організації. Телемедицина — це найширший спектр сучасних комп'ютерно-телекомунікаційних технологій, здебільшого простих й доступних будь-якому користувачеві. Зазвичай одну клінічну або організаційну задачу можливо вирішити принципово різними технічними засобами. Найчастіше зустрічається міф стосовно телемедицини — коли її технічний потенціал дорівнюють відеоконференсінгу або телеметричним пристроям тощо. Подібний підхід є повністю помилковим. Менеджер системи охорони здоров'я повинен чітко визначити мету, оцінити економічні можливості, визначити ключові моменти процесів надання медико-санітарної допомоги, врахувати кадрові, соціальні, географічні та інші локальні особливості, а потім — обрати ті технічні рішення для побудови телемедичних систем, котрі будуть оптимальними для даних цілей та умов. Також важливим підґрунтям для побудови телемедичної інфраструктури є доказові дослідження та клінічні випробування.

## Мета
Головною метою телемедицини є поліпшення здоров’я населення шляхом забезпечення рівного доступу до медичних послуг належної якості.
Форма організації надання медичної допомоги населенню із застосуванням телемедицини — телемедична мережа.
Телемедична мережа включає сукупність засобів дистанційного онлайн зв'язку для забезпечення взаємодії медичних працівників і пацієнтів, на рівні "лікар"-"лікар", "лікар"-"пацієнт". 
Телемедична допомога пацієнтові може бути надана: 
- лікарем, у вибраному форматі (чат-консультація, аудіозв'язок, відеоконференція).
- чат-ботом, для інформування, онлайн тестування стану здоров'я пацієнта, запису на онлайн консультацію.

### Інструменти телемедицини
- телемедичне консультування — надання медичної допомоги пацієнту лікарем із застосуванням телемедицини;
- телемедичний консиліум — надання медичної допомоги пацієнту із залученням декількох лікарів у складних випадках постановки діагнозу, лікування або проведення операцій, для передачі досвіду.
- телеметрія — сукупність технологій, що дають змогу проводити дистанційне вимірювання, збір і передачу інформації про показники діяльності (фізіологічні параметри) організму пацієнта;
- домашнє телеконсультування — процес спостереження за станом здоров'я пацієнта, який перебуває за межами закладу охорони здоров’я, із застосуванням телемедицини.

Одним з ключових завдань телемедицини є забезпечення взаємодії між рівнями та етапами медико-санітарної допомоги. Телемедицина є потужним інструментом не тільки підвищення якості медичної допомоги, але й оптимізації та покращення ефективності менеджменту системою охорони здоров'я. 

## Телемедична процедура
Телемедична процедура — стандартна послідовність спільних дій зі строго певною метою географічно віддалених один від одного медпрацівників, пацієнта(ів) і допоміжного персоналу з використанням комп'ютерної й телекомунікаційної техніки. 
Найпоширенішою в даний час процедурою є телемедичне консультування (дистанційне обговорення клінічного випадку), яке забезпечує наближення кваліфікованої допомоги, швидку підтримку клінічних рішень та покращує якість та доступність медико-санітарної допомоги. Телемедичне консультування є компонентом повсякденної лікувально-діагностичної роботи. З метою отримання підтримки для прийняття оптимального клінічного рішення кожен лікар повинен володіти навичками з підготовки медичної інформації та проведення телемедичного консультування. Менеджер системи/закладу охорони здоров'я також повинен вільно володіти подібними навичками для підтримки власної лікувальної роботи, аудиту телемедичної діяльності, контролю інформаційної безпеки, забезпечення надання медичних послуг на сучасному рівні на основі доказової медицини. Додатково наголосимо, що обов'язковим компонентом діяльності сучасного лікаря є спілкування з колегами через Інтернет (тематичні списки розсилання, професійні Інтернет-товариства, соціальні мережі), що також включає неформальне телеконсультування, яке здійснюється без протоколювання, але з дотриманням усіх вимог щодо якості та безпеки.

## Телемедичні сервіси в Україні
- Модуль "Телемедицина" РІМС "Медстар"[13]
- Проєкт "Телемедицина"[14]
- Телемедичний сервіс для пацієнтів "Поліклініка без черг"
- Телемедичний сервіс для пацієнтів Doctor Online[15]
- Телемедичний сервіс eLikari[16]
- Медична система Helsi[уточнити]
- Телемедична мережа Medinet[17]
- Платформа для онлайн зв'язку з лікарем Medikit[18]

#### Телемедичні сервіси ветеринарної медицини
Ветеринарний телемедичний сервіс Консультація з ветеринаром онлайн. Український стартап, що надає доступ до онлайн консультації сертифікованого ветеринара

## Телемедсестринство
Використання телемедицини в практиці медсестри називається — телемедсестринством.
Телемедсестринство (від англ. telenursing) — використання телекомунікацій і інформативних комп'ютерних технологій для надання сестринської допомоги і забезпечення координованої роботи медсестер у випадку, коли фізична відстань є критичним чинником.
Використання телемедсестринства можна амбулаторно, у лікарні, у телемедичному центрі або за допомогою мобільних пунктів.

### Технології
Основні технології медсестринства:
- телефонний або відеоконференц-зв'язок між медичним центром та пацієнтом удома (дає змогу дивитися і коментувати перев'язки, маніпуляції, прийманням медикаментів, обгорювати лікування)
- сестринські телеконсультації (консультації за протоколом й алгоритмом у вигляді програм, сортування пацієнтів)
- дистанційне навчання пацієнтів і їх родичів
- телеконтроль і/або моніторинг виконуваних дистанційно діагностичних досліджень, пересилання фізіологічних параметрів моніторингу (артеріальний тиск, рівень глюкози крові, маса тіла, зріст) через інтернет
- асистування лікареві в проведенні протоколу лікування

## Телемедицина у боротьбі з коронавірусною хворобою 2019
Всесвітня організація охорони здоров'я (ВООЗ) та Центр з контролю і профілактиці захворювань США рекомендують лікарям та медичним закладам розглянути можливість використання телемедицини для діагностики потенційних випадків зараження COVID-19.

В Україні ж щоб запобігти поширенню коронавірусу COVID-19, МОЗ впровадило тимчасові норми, які є обов'язкові до виконання закладами охорони здоров'я. Так, Наказом від 23.03.2020 р. № 698 затверджено «Тимчасові заходи у закладах охорони здоров'я з метою забезпечення їх готовності для надання медичної допомоги хворим на гостру респіраторну хворобу COVID-19, спричинену коронавірусом SARS-CoV-2». У наказі зокрема вказується і телемедицина, а саме: 
«Закладам охорони здоров'я … вжити заходів щодо збільшення частки медичної допомоги, що надається з використанням технологій та заходів, що застосовуються під час надання медичної допомоги з використанням засобів дистанційного зв'язку для обміну інформацією в електронній формі (надання медичної допомоги із застосуванням телемедицини)».
На період протиепідемічних заходів та обмежень, коли важливо дотримуватися карантину і залишатися вдома, телемедицина допомагає пригальмувати розповсюдження вірусних захворювань, шляхом дистанційних консультацій. До цього переліку входять первинні консультації пацієнтів, особливо із симптомами респіраторних захворювань, а також людей літнього віку. Для цього почали діяти телемедичні платформи та додатки:
- У березні 2020 року в Україні стартувала безкоштовна для пацієнтів Telemed24[26] на базі РІМС «Медстар»
- Модуль, який дозволяє надавати безкоштовні телемедичні консультації пацієнтів, в медичній інформаційній системі — «Поліклініка без черг».
- На період карантину безкоштовна консультація лікарів доступна у додатку Doctor Online. Користувачі цього додатку, незалежно від місця перебування, мають змогу проконсультуватися з лікарями та отримати рекомендації, використовуючи чат, відео- або аудіо-дзвінок. За допомогою цього додатку можливо безкоштовно пройти онлайн тест на COVID.
- Телемедична мережа Medinet, в рамках якої надаються телемедичні консультації у форматі «лікар первинної ланки — лікар-спеціаліст», з 1 квітня дозволяє медичним закладам фіксувати, збирати статистику та робити аналітику, пов'язану з консультаціями щодо захворюваності на коронавірус COVID -19. Це дає можливість передавати актуальну статистику в обласні ДОЗ та Центр громадського здоров'я, які використовують її для розробки подальших протиепідемічних заходів.
- Платформа Медікіт надає можливість отримати консультацію лікаря онлайн.[27]
- Марта Medbot[28] — медичний чат-бот, який був впроваджений в телемедичну мережу м. Маріуполя, допоможе отримати інформацію щодо медичної реформи в Україні, прав пацієнта, вакцинацію. Медбот надає можливість запису на прийом до лікаря в м. Маріуполь.
- Лікар Іван Маск медбот — медичний чат-бот, який верифікований Міністерством охорони здоров'я України, допоможе отримати інформацію про статистику щодо захворювання COVID, порадить як правильно діяти, щоб захистити себе і близьких в умовах карантину: гігієни, імунітету, застосування масок та ментального здоров'я.[29]

## Платні послуги із застосуванням телемедицини
26 вересня 2016 року КМУ вніс зміни до Переліку платних послуг, які надаються в державних закладах охорони здоров’я та вищих медичних закладах освіти, затвердженого постановою КМУ від 22.09.2016 № 648.
Згідно з рішенням уряду, закладам охорони здоров’я дозволяється надавати медичну допомогу із застосуванням телемедицини, що «забезпечить конституційне право громадян на якісну медичну допомогу і дозволить розширити доступ до таких послуг, а також буде сприяти ефективній організації надання медичної допомоги в умовах, коли відстань є критичним фактором»
Закладам охорони здоров’я дозволили надавати медичну допомогу із застосуванням телемедицини, що «забезпечить конституційне право громадян на якісну медичну допомогу і дозволить розширити доступ до таких послуг, а також буде сприяти ефективній організації надання медичної допомоги в умовах, коли відстань є критичним фактором».